# Mino Monta
Mino Monta (みの もんた), nascido Norio Minorikawa (御法川 法男, Minorikawa Norio) (Tóquio, 22 de agosto de 1944 – Tóquio, 1 de março de 2025), foi um apresentador de televisão japonês. Mino foi reconhecido pelo Guinness World Records como o apresentador de TV com mais tempo de aparições semanais ao vivo (22 horas e 15 segundos), em abril de 2008. Este tempo é maior que seu recorde anterior, de 2006, com 21 horas e 42 minutos.

## Carreira
Mino era originário de Setagaya, um dos 23 bairros de Tóquio. Graduou-se no Colégio Rikkyo e na Universidade de Rikkyo. Depois de um pequeno período no jornal conservador Sankei Shimbun, ele foi transferido para outra empresa do mesmo grupo Nippon Cultural Broadcasting em 1967, na qual ele trabalhou como radialista, lendo as notícias, cobrindo jogos de beisebol e apresentando o programa noturno Sei! Young. O nome Mino Monta originou-se da abertura de outro programa da NCB que ele apresentou, "All Japan Pop 20". Saiu desse canal em 1979 para trabalhar na empresa de seu pai em Aichi, mas continuou a ler as notícias como contratado por uma empresa de comunicação local.
Ele apresenta Mino Monta no Asa Zuba! (みのもんたの朝ズバッ!), Kuizu $ Mirionea, a versão japonesa do programa britânico Who Wants to Be a Millionaire? e apresentou o programa vespertino de longa duração Omoikkiri TV ("Full Throttle TV"), até que fosse descontinuado em 2007, no qual dava conselhos acerca de questões variadas, tais como estilo de vida, saúde, etc. Ele também apresentava Animais Incríveis (どうぶつ奇想天外, Dōbutsukisōtengai) nas noites de domingo.
Ele dizia que precisava apenas de 4 horas de sono à noite, apresenta 11 programas de televisão, dentre eles telejornais, talk shows, programas sobre a vida silvestre e programas de perguntas, aparecendo na televisão todos os dias, exceto aos domingos; ele perguntou - "'Que tal um programa ao vivo no domingo?"
Mino ultimamente vivia em Zushi, Kanagawa e viajava diariamente até a região central de Tóquio.